# Desa Tunfe'u
Desa Tunfe'u (indonesiska: Desa Tunfe’u) är en administrativ by i Indonesien.   Den ligger i provinsen Nusa Tenggara Timur, i den sydöstra delen av landet, 1 900 km öster om huvudstaden Jakarta.